# Alcamenes clarazianus
Alcamenes clarazianus är en insektsart som beskrevs av Francois Jules Pictet de la Rive och Henri Saussure 1887. Alcamenes clarazianus ingår i släktet Alcamenes och familjen Romaleidae. Inga underarter finns listade i Catalogue of Life.